# Maurice Renard
Maurice Renard (* 28. Februar 1875 in Châlons-en-Champagne; † 18. November 1939 in Rochefort, Département Charente-Maritime) war ein französischer Schriftsteller und Jurist.

## Leben
Renard wurde in eine wohlhabende bürgerliche Familie hineingeboren. Schon sein Großvater war ein hoher Beamter und später Bürgermeister von Épernay, sein Vater war Richter und Gerichtspräsident in Reims, wo Renard als weitaus jüngstes von drei Kindern und einziger Junge praktisch wie ein Einzelkind aufwuchs. In seiner Kindheit verbrachte er viel Zeit im Schloss seiner Großeltern in Hermonville, wo er auch früh die Werke von Charles Dickens und Edgar Allan Poe entdeckte. Er besuchte ein Internat und studierte anschließend Literatur. Nach einem dreijährigen Militärdienst, bei dem er die Bücher von H. G. Wells schätzen lernte, begann er ein Jurastudium in Paris. Nach einigen Semestern brach er es ab, um sich der Schriftstellerei zu widmen. In Paris hatte er einen literarischen Salon mit Gästen wie Colette, Pierre Benoit, Henri de Régnier, J.-H. Rosny aîné und Henry de Montherlant.
Er beteiligte sich von 1914 bis Anfang 1919 als Kavallerie-Offizier am Ersten Weltkrieg und starb, bereits fast vergessen, 1939 an den Folgen einer chirurgischen Operation. Sein Grab befindet sich auf der Atlantikinsel Oléron, wo er ein Haus besessen hatte.

## Werk
Renard gehörte zu den Schriftstellern des „Goldenen Zeitalters“ der französischen Science-Fiction-Literatur. Er war stark beeinflusst von Edgar Allan Poe und H. G. Wells. Seinen ersten Roman Le Docteur Lerne - Sous-Dieu widmete er Wells etwa 1908, denn Die Insel des Dr. Moreau war die Inspiration für das Buch: Renard schildert die Handlung allerdings aus der Sicht eines Wesens, das selbst Gegenstand eines Transplantationsexperiments war.
Renards Werke bewegen sich auf der Grenze zwischen Science-Fiction und Schauerroman. Hierbei entwickelte er ein auf Logik und Rationalismus aufgebautes Verhältnis zum Übernatürlichem. Sein Roman Le Péril Bleu (1975 von Jean-Christophe Averty für das französische Fernsehen verfilmt) beschreibt eine Invasion von nicht-menschenähnlichen Außerirdischen, die von den unsichtbaren Spinnenwesen beendet wird, als sie erkennen, dass es sich bei Menschen um empfindungsfähige Lebensformen handelt.
Eine größere Bekanntschaft erhielt Renards Roman Les Mains d'Orlac aus dem Jahr 1920 durch die verfilmten Adaptionen von Robert Wiene als Orlac’s Hände in Deutschland 1924 und von Karl Freund unter dem Titel Mad Love – ein amerikanischer Horrorfilm aus dem Jahr 1935. Weitere Verfilmungen des Stoffes gab es 1960 durch Edmond T. Gréville (Die unheimlichen Hände des Dr. Orlak) und 1962 in den USA als Hands Of A Stranger durch Newt Arnold. Die jüngste Filmadaption des Buches ist der Fernsehfilm Des voix dans la nuit von Peter Kassovitz (1991).

## Werke (Auswahl)
Romane

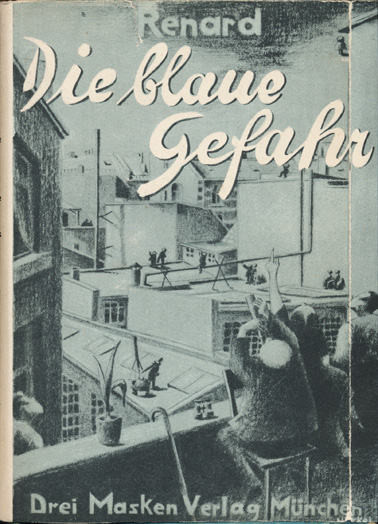
Maurice Renard. Die blaue Gefahr (OT: Le Peril Bleu). Dt. EA Drei Masken Vlg. 1922

- Le Docteur Lerne, Sous-Dieu (1908)
  - Deutsch: Der Doktor Lerne. Hyperion, München 1909.
- Le Péril Bleu (1912)
  - Deutsch: Die Blaue Gefahr. Drei Masken, München 1922. Vollständige Ausgabe Suhrkamp Verlag (Phantastische Bibliothek Bd. 225), Frankfurt am Main 1989, ISBN 3-518-38096-6.
- Les Mains d'Orlac (1920)
  - Deutsch: Orlac’s Hände. Drei Masken, München 1922.
- Le Singe (1924)
- Lui? Histoire d'un Mystère (1927)
  - Deutsch: Er? Neue Berliner Verlagsgesellschaft, Berlin 1928.
- Un Homme chez les Microbes. Scherzo (1928)
  - Deutsch: Ein Mensch unter den Mikroben. Neue Berliner Verlagsgesellschaft, Berlin 1923.
- La Jeune Fille du Yacht (1930)
- Le Maître de la Lumière (1933)
- Le mystère du masque (1966)

Sammlungen 
- Fantômes et Fantôches (1905, als Vincent Saint-Vincent).
- Le voyage immobile: suivi d'autres Histoires singulières (1909)
  - Deutsch: Die Fahrt ohne Fahrt und andere seltsame Geschichten. Drei Masken, München 1923.
- M. d'Outremort et autres histoires singulières (1913, auch als Suite fantastique, 1921)
- L'homme truqué (1921) also appeared as:
- Deux contes à la plume d'oie (1923)
- L'invitation à la peur (1926)
- Le carnaval du mystère (1929)
- Un homme chez les microbes (1956)
- L'homme truqué (1958)
- L'invitation à la peur (1958)
- Le papillon de la mort (1985)
- Contes des "Mille et un matins" (1990)
- Les vacances de Monsieur Dupont (1994)
- L'invitation à la peur (2010)

deutsche Zusammenstellung:
- Schmetterling des Todes. Phantastische Erzählungen. Herausgegeben, aus dem Französischen übersetzt und mit einem Nachwort von Bernhard Thieme. Das Neue Berlin, Berlin 1990, ISBN 3-359-00494-9.

Kurzgeschichten
Wird nur Titel und Jahr angegeben, so findet sich die vollständige Angabe unter Sammlungen.
- Amaryllis (1905, als Vincent Saint-Vincent)
- La cantatrice (1905)
- La fêlure (1905)
- Le bourreau de Dieu (1905)
- Le lapidaire (1905)
- Les vacances de Monsieur Dupont (1905)
- Offrande à Cypris porte-miroir (1905, als Vincent Saint-Vincent)
- Tokutaro et Murasaki (1905, als Vincent Saint-Vincent)
- La mort et le coquillage (1907)
  - Deutsch: Der Tod und die Muschel. In: Die Fahrt ohne Fahrt und andere seltsame Geschichten. 1923. Auch in: Schmetterling des Todes. 1990.
- La singulière destinée de Bouvancourt (1909)
  - Deutsch: Das seltsame Schicksal Bouvancourts. In: Edwin Orthmann (Hrsg.): In: Die Fahrt ohne Fahrt und andere seltsame Geschichten. 1923. Auch als: Das verhängnisvolle Schicksal Bouvancourts. Das Zeitfahrrad. Neues Leben, 1974.
- La statue ensoleillée (1909)
  - Deutsch: Das Standbild in der Sonne. In: Die Fahrt ohne Fahrt und andere seltsame Geschichten. 1923.
- Le voyage immobile (1909)
  - Deutsch: Die Fahrt ohne Fahrt. In: Die Fahrt ohne Fahrt und andere seltsame Geschichten. 1923.
- Parthénope, ou l'escale imprévue (1909)
  - Deutsch: Parthenope oder der Nothafen. In: Die Fahrt ohne Fahrt und andere seltsame Geschichten. 1923. Auch in: Schmetterling des Todes. 1990.
- Une légende chrétienne d'Aktéon (1909)
  - Deutsch: Eine christliche Legende von Aktäon. In: Die Fahrt ohne Fahrt und andere seltsame Geschichten. 1923.
- Le rendez-vous (1909)
  - Deutsch: Das Stelldichein. In: Die Fahrt ohne Fahrt und andere seltsame Geschichten. 1923. Auch als: Das Rendezvous. In: Schmetterling des Todes. 1990. Auch als: Das Rendezvous. JMB Verlag (Kabinett der Phantasten #63), 2015, ISBN 978-3-944342-70-2.
- À la manière de Marcel Schwob: La rencontre (1911)
- L'homme au corps subtil (1912)
  - Deutsch: Der Mann mit dem flüchtigen Körper. In: William Matheson (Hrsg.): Die besten klassischen Science-Fiction-Geschichten. Diogenes (detebe #21049), 1983, ISBN 3-257-21049-3. Auch als: Die Ypsilon-Spirale. In: Edwin Orthmann (Hrsg.): Die Ypsilon-Spirale. Neues Leben (Wissenschaftlich-phantastische Erzählungen aus aller Welt), 1973.
- Le brouillard du 26 octobre (1912)
  - Deutsch: Der Nebel des 26. Oktober. In: Olaf R. Spittel, Erik Simon (Hrsg.): Der Traumfabrikant: Geschichten von erstaunlichen Erfindungen und phantastischen Abenteuern. Das Neue Berlin (Klassische Science-fiction-Geschichten), 1985. Auch in: Schmetterling des Todes. 1990.
- L'écharpe gris souris (1913)
- La gloire du Comacchio (1913)
  - Deutsch: Der Ruhm des Comacchio. In: Schmetterling des Todes. 1990.
- M. d'Outremort, un gentilhomme physicien (1913)
  - Deutsch: Monsieur d'Outremort oder Der Edelmann als Physiker. In: Schmetterling des Todes. 1990.
- À l'eau de rose (1914)
- Château hanté (1916)
- Le revirement de M. d'Estrailles (1920)
- La berlue de Madame d'Estrailles (1920)
- La rumeur dans la montagne (1920)
  - Deutsch: Das Raunen in den Bergen. In: Schmetterling des Todes. 1990.
- L'homme truqué (1921)
- Aux écoutes des ténèbres (1921)
- L'image au fond des yeux (1921)
- La grenouille (1922)
- L'homme qui voulait être invisible (1923)
- Le balcon (1923)
- La damnation de l'« Essen » (1923)
  - Deutsch: Die Verdammnis der „Essen“. In: Schmetterling des Todes. 1990.
- Cambriole (1923)
- La nuit de Keinestadt (1923)
- Suzannah (1925)
- L'affaire du miroir (1926)
- Elle (1926)
- L'étrange souvenir de M. Liserot (1926)
  - Deutsch: Die rätselhafte Erinnerung von Monsieur Liserot. In: Schmetterling des Todes. 1990.
- Aube d'effroi (Excerpt from Le singe) (1927)
- L'homme au couteau (1927)
- Le papillon de la mort (1927)
  - Deutsch: Schmetterling des Todes. In: Schmetterling des Todes. 1990.
- Celui qui n'a pas tué (1927)
- La Belle et la Bête (1928)
- Alcool (1929)
- L'épouvantail (1929)
- L'excellente farce de Bloomstetter (1929)
- L'homme qui a été mort (1929)
- La découverte (1929)
- La grimace (1929)
- La main morte (1929)
- La merveilleuse énigme (1929)
- La sonnette (1929)
- La vérité sur Faust (1929)
- La vision (1929)
- La viste crépusculaire (1929)
- Le fantôme de Baslieu (1929)
- Le fils (1929)
- Le secret de Parcival (1929)
- Le témoin (1929)
- Le verre d'eau (1929)
- Les inconnus (1929)
- Plus haut que jamais (1929)
- Qui sait ? (1929)
- Sonia Maniewska (1929)
- Tout un roman (1929)
- Un crime (1929)
- Un masque (1929)
- Poupées (1929)
- La photographie de Mme Lebret (1930)
- Le miracle (1930)
- À la manière d'Erkmann-Chatrian: Le vampire de Tasselberg (1931)
- La favorite (1931)
- L'invention (1931)
- La marotte (1932)
- Le professeur Krantz (1932)
  - Deutsch: Professor Krantz. In: Gerhard Lindenstruth, Robert N. Bloch (Hrsg.): In: Schmetterling des Todes. 1990. Auch in: Der Professor Krantz. Arcana, 20. Lindenstruth, 2015.
- Feu John (1932)
- « Comme il vous plaira » (1932)
- La supercherie galante (1933)
- Le médaillon d'émail (1933)
- Wanda (1933)
- Mademoiselle de Saint-Preux (1934)
- Eux (1934)
- Dressage (1935)
- Jalousie (1935)
- Le miroir enchanté (1935)
- À la manière d'Edgar Poe: La fille des Metzengerstein (1937)
- La chambre du maréchal (1937)
- Mystification (1937)
- La nuit bouffe (1937)
- Le requin (1939)
- Quand les poules avaient des dents (1939)
- Sur la planète Mars (1939)
- La perruque de l'électeur (1981)

Werkausgabe
- Romans et contes fantastiques. Laffont, Paris 1990, ISBN 2-221-05758-9 (beinhaltet: „Fantômes et fantoches“, „Le Docteur Lerne sous-dieu“, „Le peril bleu“, „M. d'Outremort“, „Les mains d'Orlac“, „L'homme truqué“, „Un homme chez les microbes“, „Le professeur Krantz“, „Le maître de la lumière“ und „Contes des Mille et un matin“).